# Quadring
Quadring – wieś i civil parish w Anglii, w hrabstwie Lincolnshire, w dystrykcie South Holland. Leży 48 km na południowy wschód od Lincoln i 151 km na północ od Londynu.
W 2011 roku civil parish liczyła 1339 mieszkańców. Quadring jest wspomniana w Domesday Book (1086) jako Quadheueringe/Ouedhaueringe.